# 大里智之
大里 智之（おおさと ともゆき、1963年 - ）は、日本のテレビプロデューサー。NHK編成センター長。

## 経歴など
茨城県生まれ。1986年NHK入社。津支局を経て東京へ。「NHKスペシャル」を中心に、世界の古代文明を扱った大型歴史シリーズや、ドキュメンタリー番組を多数制作。「プロジェクトX」「あさイチ」「ETV特集」などの統括プロデューサーも担当。その後、文化教養番組部長、編成主幹等を経て2019年6月現職。作家の恩田陸、元文化庁長官の青柳正規、俳優の堺雅人、漫画家のヤマザキマリらと親交がある。財務官僚で第47代国税庁長官の迫田英典は義兄。

## 主な制作番組
- 1989年 NHKスペシャル 「よみがえる女の宮〜『斎宮』発掘20年の成果～」
- 1990年 NHKスペシャル 「30万人の胃袋をねらえ～西新宿・弁当戦争～」
- 1992年 NHKスペシャル 「徹底検証 首都圏60km3000万円のマイホーム」
- 1993年 NHKスペシャル 「春はまだ来ない～雲仙普賢岳災害・家族の日々～」
- 1993年 NHKスペシャル 「私が選んだ私の死に方～生前に受け取る死亡保険金～」
- 1995年 NHKスペシャル 「内申書はこうして作られる～脱偏差値2年目の入試～」
- 1996年 NHKスペシャル 「我が人生に悔いなし」
- 1996年 NHKスペシャル 「きっと良くなる 必ず良くなる～がん・支え合う患者たち～」
- 1996年 NHKスペシャル 「介護移住～どの町に老後を託しますか～」
- 1997年 NHKスペシャル 「帰らなかった14人～土石流災害・出稼ぎ人生の記録～」
- 1997年 NHKスペシャル 「長い老後　だれとどこで過ごしますか」
- 1997年 NHKスペシャル 「ボスの引き際～多摩・チンパンジー村飼育日誌～」
- 1998年 NHKスペシャル 「男の晴れ舞台～650年の伝統を舞う～」
- 1998年 NHKスペシャル 「雪華の謎を追う〜大雪山 雪物語～」
- 1998年 NHKスペシャル 「定年後〜どこで誰と過ごしますか～」
- 2000年 NHKスペシャル 大型シリーズ 「四大文明」
- 2004年 NHKスペシャル 「エジプト謎の古代王朝～ピラミッドはなぜ消えたか～」
- 2004年 NHKスペシャル 大型シリーズ 「ローマ帝国」
- 2005年 NHKスペシャル 「〈終戦60年企画〉戦後60年 靖国問題を考える」
- 2007年 NHKスペシャル 大型シリーズ 「失われた文明インカ・マヤ」
- 2008年 NHKスペシャル 「食の安全をどう守るのか～冷凍ギョーザ事件の波紋～」
- 2008年 NHKスペシャル 「もういちど まなびたい〜札幌遠友塾・じっくりクラス～」
- 2009年 NHKスペシャル 「サハラ砂漠 謎の岩絵～エジプト文明の起源に迫る～」
- 2009年 NHKスペシャル 大型シリーズ 「エジプト発掘」
- 2009年 NHKスペシャル 「ミステリーロマン 古代エジプト」
- 2010年 NHKスペシャル 「〈放送記念日特集〉激震 マスメディア〜テレビ・新聞の未来〜」
- 2011年 NHKスペシャル 「孤立集落 どっこい生きる」
- 2012年 NHKスペシャル 「異端の王～悠久の古代文明紀行～」
- 2012年 NHKスペシャル 大型シリーズ 「知られざる大英博物館」
- 2013年 NHKスペシャル 「完全解凍！アイスマン ～5000年前の男は語る～」
- 2014年 NHKスペシャル 「超常現象　科学者たちの挑戦」

（＊「NHKスペシャル放送記録」より）

## 書籍
- 『四大文明』 NHK出版
- 『ローマ帝国』 NHK出版
- 『失われた文明 インカ・マヤ』 NHK出版
- 『エジプト発掘』 NHK出版
- 『知られざる大英博物館』 NHK出版
- 『超常現象 科学者たちの挑戦』 新潮文庫
- 『がんの苦しみが消える　ホスピス・緩和ケア病棟ガイド』 三省堂

## 参考資料
- 『メガロマニア』   恩田陸  角川書店
- 『オール読物』   エッセイ「恩田さんと私」 文藝春秋
- NHK出版WEBマガジン 恩田陸×大里智之
- 『放送文化』   特集 ネット時代のテレビジョン「テレビ・新聞とネットが同じ土俵で議論した日」 NHK出版
- 『創』   特集 テレビ局の徹底研究「若い視聴者獲得狙うNHKの試み」 創出版
- 『新建築』   対談「大英博物館・パルテノンの色 保存・復元と歴史の見方 藤森照信×大里智之」 新建築社
- 『兵庫教育』   ー随想ー 出会いに導かれて「ある夫妻がおしえてくれたこと」 兵庫県
- 『スペイン語講座』   巻頭カラー「失われた文明 インカ・マヤ①〜⑫」 NHK出版
- 『20 YEARS HISTORY』  NHKスペシャル Deluxe Edition  NHKCD